# Morti nel 1831
| Questa pagina contiene informazioni ricavate automaticamente dalle voci biografiche con l'ausilio del template Bio e di un bot. L'aggiornamento è periodico e automatico e ricostruisce completamente la pagina. Se manca una persona in questa lista, sei pregato di non aggiungerla, ma accertati piuttosto che la sua voce biografica contenga il template Bio e che i dati anagrafici siano correttamente compilati. Se il template Bio manca, inseriscilo tu stesso o, in alternativa, metti l'avviso {{tmp\|Bio}} che ne segnala la mancanza. Se i dati riportati sono sbagliati, correggi direttamente la voce biografica; le modifiche saranno visibili in questa lista entro pochi giorni. Per chiarimenti vedi il progetto biografie. La lista contiene solo le 229 persone che sono citate nell'enciclopedia e per le quali è stato implementato correttamente il template Bio. Pagina aggiornata al 18 ago 2025. |

## Gennaio(21)
- 2 gennaio - Giuseppe Longhi, incisore italiano (n. 1766)
- 2 gennaio - Barthold Georg Niebuhr, storico e politico tedesco (n. 1776)
- 6 gennaio - Rodolphe Kreutzer, violinista, compositore e direttore d'orchestra francese (n. 1766)
- 8 gennaio - Franz Krommer, violinista e compositore ceco (n. 1759)
- 9 gennaio - Charlotte Boyle-Walsingham, XXI baronessa de Ros, nobildonna irlandese (n. 1769)
- 10 gennaio - Angelo Stefano Brusco, pittore italiano (n. 1745)
- 12 gennaio - Luisa di Danimarca, principessa danese (n. 1750)
- 14 gennaio - Grigorij Ivanovič Černyšëv, nobile russo (n. 1762)
- 14 gennaio - Anton Antonovič Del'vig, poeta russo (n. 1798)
- 14 gennaio - Henry Mackenzie, scrittore scozzese (n. 1745)
- 15 gennaio - François-Antoine-Marie de Méan, arcivescovo cattolico belga (n. 1756)
- 17 gennaio - Giuseppina Quaglia Borghese, pittrice italiana (n. 1764)
- 19 gennaio - Giuseppe Grassi, giornalista, lessicografo e letterato italiano (n. 1779)
- 19 gennaio - Cesare Sterbini, librettista italiano (n. 1783)
- 20 gennaio - Christian Friedrich von Glück, giurista tedesco (n. 1755)
- 20 gennaio - Alexander Molinari, pittore tedesco (n. 1772)
- 21 gennaio - Achim von Arnim, scrittore tedesco (n. 1781)
- 22 gennaio - Alexandre Jacques François Bertrand, medico e naturalista francese (n. 1795)
- 22 gennaio - Johan August Sandels, militare e politico svedese (n. 1764)
- 25 gennaio - Ernst August Friedrich Klingemann, scrittore e drammaturgo tedesco (n. 1777)
- 30 gennaio - Francesco Pezzi, giornalista italiano (n. 1780)

## Febbraio(17)
- 2 febbraio - Thomas Hope, banchiere olandese (n. 1769)
- 5 febbraio - Jan van Speijk, militare olandese (n. 1802)
- 8 febbraio - Jacques-Benjamin Longer, vescovo cattolico e missionario francese (n. 1752)
- 11 febbraio - Niklaus Franz von Bachmann, generale svizzero (n. 1740)
- 13 febbraio - Giovanni Battista Balbis, politico, medico e botanico italiano (n. 1765)
- 14 febbraio - Vicente Guerrero, politico, generale e patriota messicano (n. 1782)
- 14 febbraio - Henry Maudslay, inventore e imprenditore britannico (n. 1771)
- 16 febbraio - Tommaso De Ocheda, umanista italiano (n. 1757)
- 17 febbraio - Federico Guglielmo di Schleswig-Holstein-Sonderburg-Glücksburg, duca (n. 1785)
- 18 febbraio - Charles Somerset, politico, militare e nobile britannico (n. 1767)
- 18 febbraio - Ryōkan Taigu, monaco buddista e poeta giapponese (n. 1758)
- 23 febbraio - Pierre-Gaston-Henri de Livron, militare francese (n. 1770)
- 23 febbraio - Fabian von Steinheil, generale russo (n. 1762)
- 25 febbraio - Giovanni Battista Baldelli Boni, militare e letterato italiano (n. 1766)
- 25 febbraio - Belisario Cristaldi, cardinale italiano (n. 1764)
- 25 febbraio - Friedrich Maximilian Klinger, scrittore e drammaturgo tedesco (n. 1752)
- 28 febbraio - Vladimir Grigor'evič Orlov, generale russo (n. 1743)

## Marzo(18)
- 3 marzo - Pierre-Gabriel Berthault, incisore francese (n. 1737)
- 5 marzo - Giovanni Battista Bernardino Ciravegna, generale italiano (n. 1774)
- 11 marzo - Osip Antonovič Kozlovskij, compositore russo (n. 1757)
- 12 marzo - Friedrich von Matthisson, poeta tedesco (n. 1761)
- 17 marzo - Napoleone Luigi Bonaparte, nobile francese (n. 1804)
- 19 marzo - Juan Pascual Pringles, militare argentino (n. 1795)
- 19 marzo - Donato Tommasi, giurista e politico italiano (n. 1761)
- 21 marzo - José Tomás Ovalle, politico cileno (n. 1787)
- 22 marzo - Maurice-François de Mac Mahon, generale francese (n. 1754)
- 22 marzo - John Warwick Smith, pittore e illustratore inglese (n. 1749)
- 23 marzo - Giovanni Bernardo De Rossi, presbitero, orientalista e bibliografo italiano (n. 1742)
- 25 marzo - Nicolas-Alexis Ondernard, vescovo cattolico francese (n. 1756)
- 26 marzo - George Coventry, VII conte di Coventry, nobile inglese (n. 1758)
- 27 marzo - François Lays, baritono e tenore francese (n. 1758)
- 27 marzo - Nicolas Ponce, scrittore, disegnatore e incisore francese (n. 1746)
- 28 marzo - Domingo Matheu, imprenditore, marinaio e politico spagnolo (n. 1765)
- 28 marzo - Michał Hieronim Radziwiłł, poeta polacco (n. 1744)
- 29 marzo - Gian Giacomo Trivulzio, VI marchese di Sesto Ulteriano, nobile, collezionista d'arte e politico italiano (n. 1774)

## Aprile(21)
- 5 aprile - Pierre Léonard Vander Linden, entomologo belga (n. 1797)
- 7 aprile - Henry Phipps, I conte di Mulgrave, militare e politico britannico (n. 1755)
- 8 aprile - Domenico Aspari, pittore e incisore italiano (n. 1745)
- 17 aprile - Dmitrij Nikolaevič Senjavin, ammiraglio russo (n. 1763)
- 19 aprile - Johann Gottlieb Friedrich von Bohnenberger, fisico e matematico tedesco (n. 1765)
- 20 aprile - John Abernethy, anatomista e chirurgo britannico (n. 1764)
- 20 aprile - Maria Amalia di Sassonia, principessa sassone (n. 1757)
- 20 aprile - Luigi Rolando, anatomista italiano (n. 1773)
- 21 aprile - Thursday October Christian, politico britannico (n. 1790)
- 21 aprile - Gesche Gottfried, assassina seriale tedesca (n. 1785)
- 21 aprile - Josef August Schultes, botanico, medico e scrittore austriaco (n. 1773)
- 22 aprile - Ferdinand Ernst Maria von Bissingen-Nippenburg, ufficiale e politico austriaco (n. 1749)
- 24 aprile - Catherine Pakenham, nobildonna irlandese (n. 1773)
- 24 aprile - Francesco Parrino, presbitero, scrittore e poeta italiano (n. 1754)
- 27 aprile - Carlo Felice di Savoia, sovrano (n. 1765)
- 28 aprile - Kasper Kazimierz Cieciszowski, arcivescovo cattolico polacco (n. 1745)
- 28 aprile - Charles César de Fay de La Tour-Maubourg, militare e politico francese (n. 1757)
- 29 aprile - Giuseppe Pietro Bagetti, pittore e architetto italiano (n. 1764)
- 30 aprile - Giuseppe Berini, presbitero e naturalista italiano (n. 1746)
- 30 aprile - Elizabeth Spencer, nobile britannica (n. 1737)
- 30 aprile - Gurdon Saltonstall Mumford, politico statunitense (n. 1764)

## Maggio(19)
- 3 maggio - Gaetano Strambio, medico italiano (n. 1752)
- 5 maggio - Joseph Sidney Yorke, politico e ammiraglio inglese (n. 1768)
- 11 maggio - Dürrüşehvar Hanim, principessa ottomana (n. 1767)
- 11 maggio - John Trumbull, poeta e saggista statunitense (n. 1750)
- 12 maggio - Louis Marie Aubert Du Petit-Thouars, botanico francese (n. 1758)
- 14 maggio - Giuseppe Parisi, generale e ingegnere militare italiano (n. 1745)
- 15 maggio - Nicolas Fortin, artigiano francese (n. 1750)
- 15 maggio - Massimiliano Giuseppe di Thurn und Taxis, militare tedesco (n. 1769)
- 19 maggio - Johann Friedrich von Eschscholtz, fisico, botanico e zoologo tedesco (n. 1793)
- 20 maggio - Henri Grégoire, presbitero e politico francese (n. 1750)
- 21 maggio - Pavel Petrovič Ščerbatov, politico russo (n. 1762)
- 23 maggio - Teodoro Loredano Balbi, vescovo cattolico italiano (n. 1745)
- 26 maggio - Vincenzo Borelli, patriota italiano (n. 1786)
- 26 maggio - Georg Hermes, teologo e filosofo tedesco (n. 1775)
- 26 maggio - Ciro Menotti, patriota italiano (n. 1798)
- 26 maggio - Mariana de Pineda Muñoz, rivoluzionaria spagnola (n. 1804)
- 27 maggio - Jedediah Smith, esploratore, cartografo e scrittore statunitense (n. 1799)
- 28 maggio - William Carnegie, VII conte di Northesk, ammiraglio scozzese (n. 1756)
- 31 maggio - Samuel Bentham, ingegnere inglese (n. 1757)

## Giugno(15)
- 7 giugno - Giovanni Pietro Luigi Cacherano d'Osasco, generale e nobile italiano (n. 1740)
- 8 giugno - Lavinia Bingham, nobildonna irlandese (n. 1762)
- 8 giugno - Sarah Siddons, attrice teatrale britannica (n. 1755)
- 10 giugno - Hans Karl von Diebitsch, militare tedesco (n. 1785)
- 15 giugno - Francesco Saverio Gualtieri, vescovo cattolico italiano (n. 1740)
- 16 giugno - Rocco Bovi, scienziato italiano (n. 1743)
- 16 giugno - Joseph Ignaz Schnabel, compositore tedesco (n. 1767)
- 18 giugno - Francesco Manno, pittore e architetto italiano (n. 1752)
- 19 giugno - Franz Carl Mertens, botanico tedesco (n. 1764)
- 23 giugno - Mateo Albéniz, compositore e organista spagnolo (n. 1755)
- 23 giugno - Robert Spencer, nobile e politico inglese (n. 1747)
- 27 giugno - Sophie Germain, matematica francese (n. 1776)
- 27 giugno - Konstantin Pavlovič Romanov, nobile russo (n. 1779)
- 29 giugno - Heinrich Friedrich Karl von Stein, politico prussiano (n. 1757)
- 30 giugno - William Roscoe, storico e poeta inglese (n. 1753)

## Luglio(18)
- 1º luglio - Archibald Cochrane, IX conte di Dundonald, nobile e inventore scozzese (n. 1748)
- 2 luglio - Natal'ja Ivanovna Kurakina, nobildonna, compositrice e cantante russa (n. 1766)
- 4 luglio - James Monroe, politico e militare statunitense (n. 1758)
- 7 luglio - Robert William Elliston, attore teatrale e manager inglese (n. 1774)
- 7 luglio - Paul Moody, inventore statunitense (n. 1779)
- 9 luglio - Louis-Marie-Céleste d'Aumont, nobile, generale e politico francese (n. 1762)
- 10 luglio - Tamatoa III, re
- 11 luglio - Vasilij Michajlovič Golovnin, navigatore e esploratore russo (n. 1776)
- 13 luglio - Wilhelm Christian Müller, musicista, insegnante e viaggiatore tedesco (n. 1752)
- 13 luglio - Giuseppe de Thurn, militare, imprenditore e banchiere austriaco (n. 1760)
- 15 luglio - Nikolaj Borisovič Jusupov, diplomatico russo (n. 1750)
- 16 luglio - Louis Alexandre Andrault de Langéron, generale francese (n. 1763)
- 19 luglio - Michele Lenti, pittore italiano (n. 1743)
- 21 luglio - Joseph Xaver von Stutterheim, militare austriaco (n. 1764)
- 24 luglio - Rodolfo Giovanni d'Asburgo-Lorena, cardinale e arcivescovo cattolico austriaco (n. 1788)
- 25 luglio - Maria Szymanowska, pianista e compositrice polacca (n. 1789)
- 30 luglio - Richard Varick, politico e avvocato statunitense (n. 1753)
- 31 luglio - Ivan Nikolaevič Rimskij-Korsakov, politico russo (n. 1754)

## Agosto(12)
- 5 agosto - Sébastien Érard, cembalaro e imprenditore francese (n. 1752)
- 6 agosto - Columbano Giovanni Battista Carlo Gaspare Chiaverotti, arcivescovo cattolico italiano (n. 1754)
- 8 agosto - Christian Ehrenfried Weigel, naturalista e chimico tedesco (n. 1748)
- 12 agosto - Franjo Tomašić, militare austriaco (n. 1761)
- 19 agosto - Serafino Belli, architetto e matematico italiano (n. 1772)
- 22 agosto - Jacques Noël Sané, ingegnere francese (n. 1740)
- 23 agosto - August Neidhardt von Gneisenau, generale prussiano (n. 1760)
- 23 agosto - Ferenc Kazinczy, scrittore, poeta e traduttore ungherese (n. 1759)
- 27 agosto - François Dumont, pittore e miniaturista francese (n. 1751)
- 30 agosto - Maximus Givaid, patriarca cattolico egiziano (n. 1778)
- 30 agosto - Luisa di Sassonia-Gotha-Altenburg, duchessa (n. 1800)
- 31 agosto - Adam Menelaws, architetto e pittore scozzese

## Settembre(13)
- 1º settembre - Alexis Balthazar Henri Schauenburg, generale francese (n. 1748)
- 6 settembre - William Jones, politico statunitense (n. 1760)
- 6 settembre - Józef Sowiński, generale e patriota polacco (n. 1777)
- 7 settembre - Samuel Latham Mitchill, medico, naturalista e politico statunitense (n. 1764)
- 12 settembre - Jippensha Ikku, scrittore giapponese (n. 1765)
- 13 settembre - Alexander Rudnay Divékújfalusi, cardinale e arcivescovo cattolico slovacco (n. 1760)
- 15 settembre - Andrea Leone Tottola, librettista italiano
- 15 settembre - Varvara Sergeevna Urusova, nobildonna russa (n. 1751)
- 17 settembre - José Manuel Herrera, presbitero, politico e scrittore messicano (n. 1776)
- 18 settembre - Peter Hänsel, compositore e violinista austriaco (n. 1770)
- 27 settembre - Giovanni Capodistria, politico e diplomatico greco (n. 1776)
- 28 settembre - Francesco Strano, religioso e bibliotecario italiano (n. 1766)
- 29 settembre - Juan Ángel Michelena, militare spagnolo (n. 1774)

## Ottobre(11)
- 2 ottobre - José Agostinho de Macedo, scrittore e poeta portoghese (n. 1761)
- 5 ottobre - Pietro Terziani, compositore italiano (n. 1763)
- 10 ottobre - Johann Christian Ludwig Hellwig, entomologo e autore di giochi tedesco (n. 1743)
- 14 ottobre - Henri François Marie Charpentier, generale francese (n. 1769)
- 14 ottobre - Jean-Louis Pons, astronomo francese (n. 1761)
- 17 ottobre - Carlo Matteo Capelli, medico, botanico e docente italiano (n. 1763)
- 17 ottobre - Antonio Luigi di Hohenzollern-Sigmaringen, principe tedesco (n. 1762)
- 23 ottobre - Claude Étienne Delvincourt, giurista francese (n. 1762)
- 28 ottobre - Antonio Zacco, incisore e illustratore italiano (n. 1747)
- 28 ottobre - Jean Florimond Boudon de Saint-Amans, naturalista francese (n. 1748)
- 31 ottobre - Michele Busuttil, pittore maltese (n. 1762)

## Novembre(18)
- 2 novembre - Gabrio Maria Nava, vescovo cattolico italiano (n. 1758)
- 6 novembre - Nicolas de La Motte, avventuriero e truffatore francese (n. 1755)
- 10 novembre - Ludwig Ernst von Borowski, arcivescovo luterano tedesco (n. 1740)
- 11 novembre - Pietro Colletta, storico e generale italiano (n. 1775)
- 11 novembre - Ignác Gyulay, generale e politico austriaco (n. 1763)
- 11 novembre - Nat Turner, rivoluzionario statunitense (n. 1800)
- 12 novembre - Leopold Maximilian von Firmian, arcivescovo cattolico austriaco (n. 1766)
- 13 novembre - Carlo Randoni, architetto italiano (n. 1755)
- 14 novembre - Georg Wilhelm Friedrich Hegel, filosofo, storico e giurista tedesco (n. 1770)
- 14 novembre - Ignace Pleyel, compositore e editore austriaco (n. 1757)
- 15 novembre - Krikor Amira Balyan, architetto ottomano (n. 1764)
- 16 novembre - Carl von Clausewitz, generale e scrittore prussiano (n. 1780)
- 16 novembre - René Louiche Desfontaines, botanico francese (n. 1750)
- 16 novembre - Teodoro Matteini, pittore e restauratore italiano (n. 1754)
- 16 novembre - Augusta di Reuss-Ebersdorf, contessa (n. 1757)
- 17 novembre - Joanna Grudzińska, nobildonna polacca (n. 1795)
- 18 novembre - Alexandre-Charles Guillemot, pittore francese (n. 1786)
- 27 novembre - Costanza Moscheni, poetessa italiana (n. 1786)

## Dicembre(18)
- 2 dicembre - Ignazio Nasalli-Ratti, cardinale e arcivescovo cattolico italiano (n. 1750)
- 6 dicembre - Johannes Baptista von Albertini, religioso e botanico tedesco (n. 1769)
- 6 dicembre - Andrea Lazzari, religioso, letterato e storico italiano (n. 1754)
- 8 dicembre - James Hoban, architetto irlandese (n. 1758)
- 10 dicembre - Thomas Johann Seebeck, fisico estone (n. 1770)
- 14 dicembre - Fernando Otorgués, militare e politico uruguaiano (n. 1774)
- 17 dicembre - Amalie von Imhoff, scrittrice e poetessa tedesca (n. 1776)
- 20 dicembre - Vincenzo Romano, presbitero italiano (n. 1751)
- 22 dicembre - Giuseppe del Rosso, architetto italiano (n. 1760)
- 23 dicembre - Giambattista Castelnuovo, vescovo cattolico italiano (n. 1757)
- 23 dicembre - Emilia Plater, patriota polacca (n. 1806)
- 24 dicembre - Mattia de Paoli, presbitero e scrittore italiano (n. 1770)
- 26 dicembre - Giovan Battista Comolli, scultore italiano (n. 1775)
- 26 dicembre - Johann Maria Philipp Frimont, generale, politico e nobile austriaco (n. 1759)
- 30 dicembre - Teresio Ferrero della Marmora, cardinale e vescovo cattolico italiano (n. 1757)
- 31 dicembre - Willem Bilderdijk, poeta olandese (n. 1756)
- 31 dicembre - Elizabeth Parke Custis, politica e socialite statunitense (n. 1776)
- 31 dicembre - Nicolò Gatto, vescovo cattolico italiano (n. 1785)

## Senza giorno specificato(28)
- Richard Allen, religioso statunitense (n. 1760)
- Juan Antonio Álvarez de Arenales, militare argentino (n. 1770)
- Marianne Baillie, scrittrice, poetessa e viaggiatrice britannica (n. 1788)
- Giovanni Battista Baldetti, nobile, politico e militare italiano (n. 1766)
- Benderli Mehmed Selim Sırrı Pascià, politico ottomano (n. 1771)
- Carlo Giuseppe Bertero, medico, botanico e fisico italiano (n. 1789)
- Francesco Camporesi, architetto italiano (n. 1747)
- Orsola Cozzi, scrittrice e romanziera italiana (n. 1788)
- Carlo De Nobili, storico italiano (n. 1777)
- Siegfried Gotthelf Eckardt, attore teatrale, direttore teatrale e regista tedesco (n. 1754)
- Vincenzo Feoli, incisore italiano (n. 1750)
- Henry Foster, fisico britannico (n. 1796)
- Luigi Gabaleone di Salmour d'Andezeno, generale italiano (n. 1765)
- Domenico Gilardoni, librettista italiano (n. 1798)
- Pietro Gonzaga, pittore e scenografo italiano (n. 1751)
- Wybrand Hendriks, pittore olandese (n. 1744)
- Alexandre Ferdinand Léonce Lapostolle, fisico francese (n. 1749)
- Guillaume Lasceux, organista e compositore francese (n. 1740)
- David Levi, banchiere, imprenditore e politico italiano (n. 1750)
- Antoine Ignace Melling, architetto, pittore e designer tedesco (n. 1763)
- Dorothy Ripley, religiosa, missionaria e scrittrice britannica (n. 1767)
- Wenceslas Seweryn Rzewuski, orientalista polacco (n. 1784)
- Gavriil Andreevič Saryčev, navigatore, esploratore e oceanografo russo (n. 1763)
- Celestino Spini, militare italiano (n. 1775)
- Francesco Tolomei, scrittore italiano (n. 1762)
- Giuseppe Tubertini, architetto italiano (n. 1759)
- Fatima al-Fudayliyya, giurista araba
- Karoline von Manderscheid-Blankenheim, contessa tedesca (n. 1768)